# Иги Азалия
Аметист Амелия Кели (на английски: Amethyst Amelia Kelly), по-известна под псевдонима си Иги Азалия (на английски: Iggy Azalea, произношение [əˈzeɪliə]), е австралийска рапърка.

## Биография
Иги Азалия е родена на 7 юни 1990 година в Сидни, Австралия. Израства в семейство от средната класа в град Мулумбимби. Майка ѝ работи като камериерка, а баща ѝ рисува комикси. Иги Азалия има интерес към хип-хоп и рап музиката още от детските си години. Когато е на 14, тя и още две нейни приятелки формират група. По думите на Иги това начинание не трае дълго, защото другите две момичета не били достатъчно сериозни.
Иги знае, че за да пробие на рап и хип-хоп сцената, трябва да замине за САЩ. Затова на 15 години напуска училище и започва да работи като камериерка. Година по-късно, след като спестява достатъчно пари, Иги Азалия отива на екскурзия в САЩ. Веднъж пристигнала в страната, съобщава на родителите си, че няма да се върне в Австралия, за да преследва мечтата си.

## Кариера
Сценичното име на Аметист Кели е формирано от името на кучето ѝ (Иги) и улицата, на която е израснала (Азалия). В продължение на няколко години след пристигането си в Щатите (2006 г.) Иги Азалия живее в Южните щати, където прави първите си по-сериозни опити с рапирането, рапира с американски южняшки акцент, въпреки австралийските си корени.
След това през 2010 година се мести в Лос Анджелис и започва да прави YouTube видеа с фрийстайл рапиране. През 2011 година издава дебютната си миксирана лента Ignorant Art. Миксираната лента има една промоционална песен – Pu$$y. Видеото към песента е пуснато на 13 септември 2011 г. по сайта на Перез Хилтън. През 2012 година подписва договор с T.I. През април 2012 година тя казва, че дебютното ѝ EP ще се казва Glory и че ще бъде издадено през май, но бе отменено. То бе издадено на 30 юли 2012 г. На 28 септември 2012 година, една година след като издава Ignorant Art, тя издава видео към песента Bac 2 Tha Future (My Time) и казва, че ще издаде втората си миксирана лента (TrapGold) на 11 октомври 2012 година.
Следват няколко успешни музикални проекта и участие в различни музикални компилации. Иги Азалия започва да работи с продуцента T.I., който ѝ помага да подпише с голяма музикална компания. В началото на 2014 година Иги Азалия пуска на пазара първия си албум The New Classic, включващ хитовете Fancy (с участието на Чарли XCX) и Problem (с участието на Ариана Гранде).

## Личен живот
Първата по-сериозна връзка на Иги е с рапъра ASAP Rocky. Двамата са заедно от 2011 до 2012 година Иги дори си татуира името му на един от пръстите на ръката си. След края на връзката им, Иги отстранява татуировката. След това, през 2013 година, Иги Азалия започва да излиза с баскетболиста от NBA Ник Йънг. Двамата дори участват в празнична фотосесия за GQ в края на 2014 година. Те се разделят през юни 2016 година. След това тя е във връзка с американския рапър от марокански произход Френч Монтана.

## Дискография

### Албуми
- The New Classic[9] („Новата класика“) (21 април 2014)
- In My Defense (2019)

### Преиздавания
- Reclassified („Прегрупиране“) (21 ноември 2014)

### EP-та
- Glory („Слава“) (30 юли 2012)

### Миксирани ленти
- Ignorant Art[10] („Невежо изкуство“) (27 септември 2011)
- TrapGold[11] („Трапголд“) (11 октомври 2012)

### Сингли
- Work („Работа“) (2013)
- Bounce („Подскачане“) (2013)
- Change Your Life (с T.I.) („Промени живота си“) (2013)
- Fancy (с участието на Чарли XCX) („Луксозна“) (2014)
- Black Widow (с участието на Рита Ора) („Черна вдовица“) (2014)
- Beg For It (с участието на MØ) („Моли се за него“) (2014)
- Trouble (с участието на Дженифър Хъдсън) („Проблем“) (2015)
- Pretty Girls (с Бритни Спиърс) („Красиви момичета“) (2015)
- Team („Eкип“) (2016)
- Mo Bounce (2017)
- Switch (с Aнита) (2017)
- Savior (с Quavo) (2018)
- Kream (с Tyga) (2018)
- Sally Walker (2019)
- Started (2019)

#### Като гост изпълнител
- Beat Down (с участието на Стив Аоки и Ангър Димас) (2012)
- Problem (песен от албума на Ариана Гранде) („Проблем“) (2014)
- No mediocre (песен от албума на T.I.) („Без посредствени“) (2014)
- Booty (песен от албума на Дженифър Лопес) („Дупе“) (2014)
- All hands on deck (Remix) (песен от албума на Tinashe) („Всички ръце на пакета“) (2015)

### Видеоклипове
| Година | Видеоклип        | Режисьор                 |
| ------ | ---------------- | ------------------------ |
| 2011   | Pussy            | Falkon                   |
| 2011   | My World         | Alex/2Tone               |
| 2013   | Work             | Jonas & François         |
| 2013   | Bounce           | BRTHR                    |
| 2013   | Change Your Life | Jonas & François         |
| 2014   | Fancy            | Director X               |
| 2014   | Problem          | Nev Todorovic            |
| 2014   | No Medicore      | Director X               |
| 2014   | Black Widow      | Director X & Iggy Azalea |
| 2014   | Booty            | Hype Williams            |
| 2015   | Trouble          | Director X & Iggy Azalea |
| 2015   | Pretty Girls     |                          |
| 2016   | Team             |                          |
| 2017   | Mo Bounce        |                          |
| 2018   | Savior           |                          |
| 2018   | Kream            |                          |
| 2019   | Sally Walker     |                          |
| 2019   | Started          |                          |